# 翁东德洛斯夫赖莱斯
翁东德洛斯夫赖莱斯，是西班牙巴伦西亚自治区阿利坎特省的一个市镇。总面积13km2，总人口622人（2001年），人口密度48人/km2。